# Kelebekler
Kelebekler (Engelse titel: Butterflies) is een Turkse film uit 2018, geschreven en geregisseerd door Tolga Karaçelik.

## Verhaal
Cemal, Kenan en Suzan zijn dertig jaar geleden door omstandigheden het contact met hun vader Mazhar verloren en gingen elk hun eigen weg. Onverwachts neemt hun vader contact op en vraagt om hem te komen bezoeken in hun geboortedorp op het Turkse platteland. Cemal is een astronaut zonder ervaring, Kenan is een weinig succesvol stemacteur en Suzan is een labiele lerares maar Cemal kan zijn broer en zus overtuigen om samen een lange autorit naar hun geboortedorp te maken.

## Rolverdeling
| Acteur              | Personage |
| ------------------- | --------- |
| Tolga Tekin         | Cemal     |
| Bartu Küçükçağlayan | Kenan     |
| Tuğçe Altuğ         | Suzan     |
| Serkan Keskin       | Muhtar    |
| Hakan Karsak        | Imam      |

## Release
Kelebekler ging op 22 januari 2018 in première op het Sundance Film Festival in de World Cinema Dramatic Competition.